# Sky presents 中村七之助のラジのすけ
『Sky presents 中村七之助のラジのすけ』（スカイプレゼンツ　なかむらしちのすけのラジのすけ）は、朝日放送ラジオ（ABCラジオ）が制作する中村七之助（歌舞伎俳優）の冠番組。

## 概要
中村七之助が初めてMCを務めるレギュラー番組。
番組では、本業の歌舞伎俳優としての七之助の魅力に加え、定期的にゲストを交えて、歌舞伎や映画・ドラマ・演劇など幅広い人脈での交遊録、プライベートの素顔などについて本音トークを繰り広げるほか、歌舞伎の舞台裏を披露するコーナーもある。
収録は、隔週週末に朝日放送グループ各社の東京オフィス（日本生命浜松町クレアタワー18階）で行われる。

## 出演

### パーソナリティ
- 中村七之助

### パートナー
- ヒロド歩美（番組開始-2023年9月30日<ABC-R基準>2023年3月まで朝日放送テレビアナウンサー、2023年4月よりフリーアナウンサー）
  - 番組開始前の2020年度から朝日放送グループの東京オフィスへ赴任していたことに伴う起用。毎年7 - 8月には、東京オフィスに籍を置きながら全国高等学校野球選手権大会関連番組（本社制作分）キャスターとしての活動を優先しているため、その間の収録では増田紗織（東京都の出身で歌舞伎への造詣が深い後輩アナウンサー）がパートナーを代行している（ただし、2023年のようにABCラジオでの初回放送分が『熱闘甲子園』（テレビ）との時間重複出演となったこともある）。
  - 2023年3月31日付で朝日放送テレビを退社した後も、無所属のフリーアナウンサーとして東京を拠点に活動しているため、当番組には翌4月以降もレギュラーで出演している。
- 稲村亜美（放送タレント・グラビアアイドル 2023年10月7日<ABC-R基準>-）[2]

## ネット局
放送時間の早い順から記載。
| 放送対象地域 | 放送局名              | 放送時間           | 放送期間        | 脚注   |
| ------------ | --------------------- | ------------------ | --------------- | ------ |
| 近畿広域圏   | 朝日放送ラジオ（ABC） | 土曜 23:00 - 23:30 | 2021年4月3日 -  | 制作局 |
| 広島県       | 中国放送（RCC）       | 土曜 23:00 - 23:30 | 2021年10月3日 - | [ 3 ]  |
| 長野県       | 信越放送（SBC）       | 日曜 19:00 - 19:30 | 2021年5月2日 -  | [ 4 ]  |
| 関東広域圏   | TBSラジオ（TBS）      | 日曜 21:00 - 21:30 | 2021年4月4日 -  |        |
| 宮城県       | 東北放送（tbc）       | 日曜 21:00 - 21:30 | 2021年10月3日 - |        |
| 北海道       | STVラジオ（STV）      | 日曜 23:00 - 23:30 | 2021年10月3日 - |        |
| 中京広域圏   | CBCラジオ（CBC）      | 日曜 23:30 - 24:00 | 2021年4月4日 -  |        |
| 福岡県       | RKB毎日放送（RKB）    | 月曜 23:00 - 23:30 | 2021年4月5日 -  |        |

## 宣伝活動
2022年6月19日、阪神甲子園球場で開催されたプロ野球・阪神タイガース対横浜DeNAベイスターズ戦の朝日放送テレビ・朝日放送ラジオの中継に七之助とヒロドがゲスト出演した。